# 小米CC9 Pro
小米CC9 Pro是小米科技于北京时间2019年11月5日14时在中国北京小米科技园发布的一款智能手机，是2019年小米在设立小米CC系列之后所推出的第三款该系列的手机，为前作小米CC9的增强进阶版本。其首次搭载了三星电子与小米科技联合研发的1.08亿像素感光元件S5KHMX，并在小米Note 2之后再次采用了曲面OLED液晶显示屏。
在西欧市场和日本市场，该款手机以小米Note 10（尊享版为小米Note 10 Pro）的名义发布并销售。

## 简介
小米CC9 Pro是小米CC9的进阶机型，正面采用6.47英寸（对角线）19.5:9比例柔性OLED显示屏，前置相机位于屏幕上方中央，屏幕在手机上方采用水滴状凹口。手机左右两侧均采用弧面设计，背部左上角设置5枚摄像头和2组LED补光灯。后盖采用康宁玻璃材质，边框采用镀色抛光铝合金，提供暗夜魅影（灰色玻璃后盖、灰黑色铝合金中框）、冰雪极光（带有炫光镀膜的白色玻璃后盖、银色铝合金中框）以及魔法绿境（蓝绿色玻璃后盖、青叶绿色铝合金中框）三种配色，存储配置则提供6GB RAM/128GB ROM、8GB RAM/128GB ROM两种可选，尊享版则仅有8GB RAM/256GB ROM一种配置可选，售价分别为2799元、3099元和3499元人民币。

## 硬件概述

### 影像系统
小米CC9 Pro搭载三星电子与小米科技联合研发的1.08亿像素感光元件，感光面积1/1.33英寸，单像素面積为0.8μm（支持像素四合一技术），且支持光学防抖，在发布之时为应用在智能手机中的感光面积最大、像素最高的感光传感器。此外，小米CC9 Pro还一并搭载1200万像素的人像传感器（支持光学防抖）、2000万像素的广角传感器、800万像素（等效500万像素）的超长焦传感器，以及一颗200万像素的微距传感器。在发布会上，雷军公布小米CC9 Pro的DXO评分为121分，与华为Mate 30 Pro相同。

### 屏幕
小米CC9 Pro通过采用维信诺供货的柔性OLED显示面板实现了曲面屏，像素采用标准RGB排列，并未采用三星的pentile钻石排列，在屏幕精细度上稍逊于采用三星屏幕的OLED屏幕机型。

### 性能和充电
小米CC9 Pro配备高通骁龙730G处理器，采用6G或8G的LPDDR4X内存芯片以及128G或256G的单通道UFS 2.1标准闪存芯片。内置5260mAh条形电池，配备30W快速充电，按照小米官方的宣传文案，小米CC9 Pro可在65分钟内充满电。

## 设计
小米CC9 Pro放弃了和小米9相若的尺寸及机身设计，内部为电池和摄像头留足空间的考虑，首次采用了L型主板，3.5毫米耳机接口也随之移至机身右下方。同时，在小米CC9上搭载的炫彩呼吸灯也一并取消，成为小米首款不搭载物理消息提醒灯的机型。机身颜色也放弃了蓝色，并加入了流行的青绿色。
为利用搭载一亿像素传感器之后所造成的空间，小米CC9 Pro继小米Note 2后第二次采用了曲面屏，搭配相同弧度的曲面后盖使其更贴合手掌，并减弱厚重感。同时，机身搭载电池也达到了5260mah，成为继小米Max 3后，小米第三款电池大于5000mah的机型。
小米CC9 Pro荣获2020红点设计奖

## 销售
小米CC9 Pro于北京时间2019年11月5日16时开启100元订金预售，并于北京时间2019年11月11日0时在小米各销售渠道开启销售。
北京时间2020年3月27日11时，小米手机官方微博发布消息称，小米CC9 Pro正式结束其为期137天的销售周期，从小米商城及各合作渠道下架退市。目前小米中国区官网已无法访问其相关介绍页，直接输入产品网址将跳转至小米商城主页。

## 争议
- 小米CC9 Pro在DXOMARK的排行榜中因为英文字母的排列顺序，在同等得分的情况下排在华为Mate30 Pro的后面。即使两者得分一样，但实际拍照体验仍有不一样。[5]

- 小米CC9 Pro虽然是主打1亿像素作为卖点，但其仍搭载高通骁龙730G的SOC，由于拍攝108MP照片时处理需要较长的等待时间，且无法实现连拍，遭到部分网友吐槽[6]。

- 2019年11月5日小米在北京小米科技园举办发布会时，雷军用“这他妈的绝对是来捣乱的”一句脏话回应一些网友在微博呼吁卖1999起的行为。这句脏话一时间成为网络名句。[7]
- 小米CC9 Pro发布后，一位自称来自供应商的网友在微博表示，7P镜头是2020年才能实现大规模量产的技术，小米在2019年末即匆匆发布，“有失公允”。此话一出即被部分网络博主纷纷转发，引起网络热议。同时，华为荣耀业务部副总裁熊军民也在微博刊文，直指一亿像素为噱头[8]，称其研发方向与技术主流相悖，后演变成“一亿像素方向错了”的微博话题。